# 杜佳琪
杜佳琪（1991年9月6日—），臺灣花蓮縣太魯閣族原住民，畢業於東吳大學社會工作學系。三立電視、臺灣電視公司所合作的歌唱選秀節目超級偶像7發跡的歌手之一。
杜佳琪在2011年參加超級偶像7海選時以《禮物》一曲獲得評審資深音樂製作人包小松稱讚，首度進棚錄影演唱張惠妹的歌曲《過不去》時也因其轉音出色而讓評審資深詞曲創作人陳國華大為讚賞。
以優異的唱功獲得超級偶像7第六名的佳績，同時也是該屆人氣最高的女參賽者，也因其詮釋歌曲真誠感動人心而被封為『空靈歌姬』、『療傷歌姬』、『天生歌姬』等美名。

## 曾獲獎項
- 2011年-〈花蓮之星〉 第一名
- 2011年-〈北醫金弦獎〉 第二名
- 超級偶像7 第六名

## 個人演唱會
- 2013年8月30日-杜佳琪生日演唱會(西門河岸留言)

## 超級偶像7比賽成績
| 首播日期       | 比賽主題                           | 演唱歌曲                                      | 比賽結果(註)                                                             |
| -------------- | ---------------------------------- | --------------------------------------------- | ------------------------------------------------------------------------ |
| 2011年12月31日 | 陽明大學海選實況(節目主題)         | 《禮物》/劉力揚                               | 過關                                                                     |
| 2012年6月2日   | 校園組36強資格賽-高手齊聚一決高下  | 《過不去》/張惠妹                             | 晉級，勝林士軒、劉威廷                                                   |
| 2012年6月30日  | 校園組27強資格賽-盡情釋放魅力燃燒  | 《彩虹》/紀曉君                               | 晉級，勝章婉兒、伍培欣                                                   |
| 2012年7月21日  | 校園組21強決定賽-各展特色火力全開  | 《彩虹》/阿密特                               | 晉級，勝謝淳珍 敗郭子瑜，票數2 : 0 : 3                                   |
| 2012年8月18日  | 校園組18強決定賽-角色扮演大亂鬥    | 《畫心》/張靚穎                               | 晉級，勝陳柏志 敗黃 丞，分數41.5 : 40.9 : 41.6                           |
| 2012年8月25日  | 校園組15強資格賽-校園社會正面交鋒  | 《流浪記》/紀曉君                             | 勝連燕燕(該場錄影校園組唯一贏社會組的一組，42.7分也是該場最高分的參賽者) |
| 2012年9月15日  | 校園組12強決定賽-社會校園舞力全開  | 《三寸天堂》/嚴藝丹                           | 敗連燕燕                                                                 |
| 2012年9月29日  | 校園組十強前哨戰-我的歌聲 我的故事 | 《勇敢》/張惠妹                               | 過關(42.7分)                                                             |
| 2012年10月13日 | 校園組十強決定賽-搶進十強 最後機會 | 《夜夜夜夜》/齊秦                             | 過關(42.6分)                                                             |
| 2012年10月20日 | 19強決定賽-徹底改造 蛻變演出       | 《特務J》/蔡依林                              | 敗章婉兒，票數2:3                                                        |
| 2012年10月27日 | 18強決定賽-搶進18強 全力求勝       | 《矜持》/王菲                                 | 勝李易達，票數4:1(該場錄影MVP)                                           |
| 2012年11月3日  | 17強決定賽-用心對話 請您聆聽       | 《親愛的小孩》/蘇芮                           | 勝章婉兒，4:1                                                            |
| 2012年11月10日 | 16強決定賽-私密感情 大膽告白       | 《香水有毒》/胡楊林                           | 勝黃書婷，4:1                                                            |
| 2012年11月17日 | 15強決定賽-挑戰好聲音              | 《會呼吸的痛》/梁靜茹                         | 勝連燕燕，票數5:0                                                        |
| 2012年12月1日  | 14強決定賽-挑戰金曲獎              | 《我是不是你最疼愛的人》/潘越雲               | 勝李易達，5:0                                                            |
| 2012年12月8日  | 13強決定賽-創意組曲挑戰賽          | 《一想到你呀》(張惠妹)&《至少還有你》(林憶蓮) | 敗趙庭                                                                   |
| 2012年12月15日 | 12強決定賽-蛻變成長 朝夢想邁進     | 《禮物》/劉力揚                               | 勝劉忻怡，票數3:2                                                        |
| 2012年12月22日 | 十強前哨戰-男歌女唱 女歌男唱       | 《白月光》/張信哲                             | 過關                                                                     |
| 2012年12月29日 | 終極十強決定賽-踢館強襲 全面開戰   | 《傳奇》/李健                                 | 勝洪雅雯，票數4:1                                                        |
| 2013年1月5日   | 九強決定賽-超越戰友 再造經典       | 《獨上西樓》/鄧麗君                           | 勝劉忻怡，票數3:2                                                        |
| 2013年1月12日  | 九強決定賽-強敵來襲 火熱開戰       | 《笑忘書》/王菲、如果雲知道/許茹芸            | 敗郟威，票數2:3、終極30秒PK勝郭子瑜，票數5:0                             |
| 2013年1月19日  | 八強決定賽-獻給父母的一首歌        | 《問》/陳淑樺                                 | 42.6分(被救回)                                                           |
| 2013年1月26日  | 八強決定賽-八國聯軍 重砲踢館       | 《囚鳥》/彭羚                                 | 勝張惟傑，票數4:1                                                        |
| 2013年2月2日   | 七強決定賽-山寨明星 震撼踢館       | 《因為你沒說》/張惠妹                         | 勝欉震天，票數4:1                                                        |
| 2013年2月16日  | 七強決定賽-全國高手 強悍踢館       | 《桂花巷》/潘越雲                             | PK陳星合平手，分數43.2 : 43.2                                            |
| 2013年2月23日  | 六強決定賽-各職業高手 全力來襲     | 《可惜不是你》/梁靜茹                         | 勝陳星合，票數43.1 : 43.0                                                |
| 2013年3月2日   | 總冠軍賽前哨戰-火力全開 拼進五強   | 《Gee》/少女時代、《改變》 /黃韻玲            | 42.5 + 43.2 = 85.7分，獲得第六名                                         |

## 外部連結
- 杜佳琪 Vicki fans page
- 杜佳琪微博
- vicky du youtube channel （页面存档备份，存于）
- VKDUDU youtube channel （页面存档备份，存于）
- JTV友松娛樂 （页面存档备份，存于）